# Pazopanibe
Pazopanibe é um potente e seletivo fármaco inibidor da angiogênese que atua no no receptor do fator de crescimento vascular endotelial e no receptor do fator de crescimento derivado de plaqueta, desenvolvido pelo laboratório farmacêutico GlaxoSmithKline. Foi aprovado em outubro de 2009 para o tratamento de câncer renal avançado. O medicamento também apresentou bons resultados no tratamento de pacientes com  câncer de ovário e sarcoma de partes moles.

## Estudo de eficácia
Um estudo de eficácia de fase III (VEG105192) mostrou que de 435 pacientes com câncer renal aumentou a sobrevida destes numa media de 11 meses, em relação ao placebo que foi de 2,8 meses.